# 劉同仁
劉同仁（1933年9月30日—2025年3月1日），台灣苗栗人，台灣師範大學畢業。致力於美學教育與藝術交流的推廣之餘持續西畫創作。
2025年3月1日，劉同仁去世。

## 創作理念
其绘画自个人经验出发，将目睹或思虑之事物以感触滤过自然之形态及色彩，排除空间要求之习惯性，提取现代美术精华，并以感情和理性整合形与色，使理智和情感交融为一体，再以自我之抒情和诗意意识取代客观之描述，以半抽象或抽象形态为造型根基，强调自我之抒发而非实体之再现，充分显示出意境之无限绮丽，使自然从属于绘画精神，如画面分割、面之变形、重叠、透明或重组、运用优美之色调配上富于变化之线条，使作品成为无声之美曲。它强调形色之秩序，以求作品之韵律与意境，并臻更新更超脱之领域及达情趣意象化心中觉得恰好快感之艺术美境界。

## 經歷
- 1933年：出生於臺灣苗栗。
- 1959年：畢業於台灣師範大學。
- 1959年－1966年：擔任台灣省立苗栗高中美術科教師。
- 1969年：美國世界工藝學會會員。
- 1970年：擔任宜蘭復興工業專科學校
- 1972年－2008年：擔任苗栗縣美術協會常務理事。
- 1972年：美國紐約中國當代美術中心會員。
- 1990年：擔任台灣區學生美展評審委員。
- 1995年－1997年：擔任苗栗縣藝文專業諮詢委員。
- 1998年：中美文化藝術交流協會會員。
- 1999年：擔任全國假面面具創作比賽評審委員、苗栗縣公共藝術審議委員、苗栗市藝文中心諮詢委員。
- 2001年：擔任苗栗縣社區大學美學授課老師。
- 2003年：育達商業技術學院邀請講述美學、擔任苗栗縣台灣社區大學美術教師。
- 2004年：苗栗縣文化局聘任美術類珍貴動產評審委員。
- 2005年：擔任司法院司法人員研習所藝術美課程講座、行政院人事行政局及文化建設委員會藝術美演講講座、接受日本岡山女子大學教授及學生為現代西畫創作訪問。
- 2006年：擔任第一屆中港溪全國創作美展油畫評審。
- 2007年－2008年：應聘擔任交通部民用航空局飛航服務總臺公共藝術設置評論、創作委員。
- 2008年：應邀擔任國立聯合大學客家研究院資訊與社會研究所藝術美暨現代畫賞析講座、全國公教美展擔任生活與藝術講座。
- 2009年－2011年：擔任苗栗縣美術協會理事長。
- 2010年－2014年：擔任苗栗市公所藝文諮詢委員。
- 2012年：擔任苗栗農田水利之美寫生比賽評審委員、苗栗縣文化基金會監事。

## 參展
- 1959年－1963年：參加臺灣省教員美展。
- 1965年：參加中華民國全國美展。
- 1965年－1970年：參加臺灣省全省美展。
- 1972年－1996年：參加臺灣省苗栗縣美術家聯展。
- 1976年：參加美國紐約蘇荷李氏畫廊現代油畫個展。
- 1986年：參加美國新英崙當代藝術中心全美巡迴美展邀請展。
- 1989年、1993年：參加臺灣省北區七縣市美術家作品聯展。
- 1995年：臺灣苗栗雅群畫廊油畫展、苗栗縣美術家傳承系列展。
- 1996年：參加國立臺北師範學院百年大展。
- 1997年：參加日本形象派美術協會年展。
- 1998年：於臺南社教館展出另類繪畫展、美國關島大學藝術中心邀請前往展出當代抽象美展。
- 1999年－2003年：苗栗縣文化局邀請參加苗栗美展
- 1999年：國立臺灣師範大學美術系五十週年系慶邀請參加系友聯展、參加中美文化藝術交流協會邀請展、苗栗市藝文中心邀請參加開館首展－藝術家聯展。
- 2000年：劉同仁現代西畫巡迴個展。
- 2001年：參加中華書畫邀請展、參加臺日美術家邀請展。
- 2002年：應邀參加國立臺灣師範大學美術系九十一年系友聯展。
- 2004年－2007年：苗栗縣文化局邀請參加苗栗縣美術家聯展。
- 2004年－2005年：劉同仁師生西畫展。
- 2004年：高雄市文化局邀請展出油畫作品。
- 2005年：應邀參加國立台北教育大學北師藝蕾百年風華校友聯展。
- 2006年：應邀參加國立新竹社會教育館第一屆藝術欣賞教育巡迴展。
- 2007年－2011年：劉同仁師生現代西畫展。
- 2007年：台灣苗栗地方法院請展出現代油畫個展、苗栗市公所邀請參加苗栗市藝文中心諮詢委員聯展。
- 2008年：應邀參加國立台北教育大學芳蘭風華美展。
- 2009年：行政院客家委員會邀請參加台灣客家美術百人展、國立聯合大學邀請展出現代油畫個展。
- 2010年：獲邀參加貓貍藝術文化海峽兩岸名家交流展、苗栗百景藝術創作特展。
- 2012年：應邀參加新竹春之賞藝術交流展、台灣社區大學現代畫展覽、北臺八縣市藝術家聯展。
- 2013年－2014年：劉同仁師生現代西畫展。
- 2013年：應邀參加國立台北教育大學臺港藝緣系友聯展。
- 2014年：應邀參加台灣八縣市春之賞桐遊藝境客家情美術家聯展。

## 榮耀
- 2000年：行政院文化建設委員會表揚為資深文化人。
- 2008年：提供國立聯合大學客家研究院資訊與社會研究所客籍數位內容典藏美術作品。
- 2010年：國立聯合大學收藏〈春臨貓貍〉50P油畫一幅。
- 2014年：獲苗栗縣政府表揚連續參加苗栗縣美術家聯展三十年紀念獎。

## 畫廊

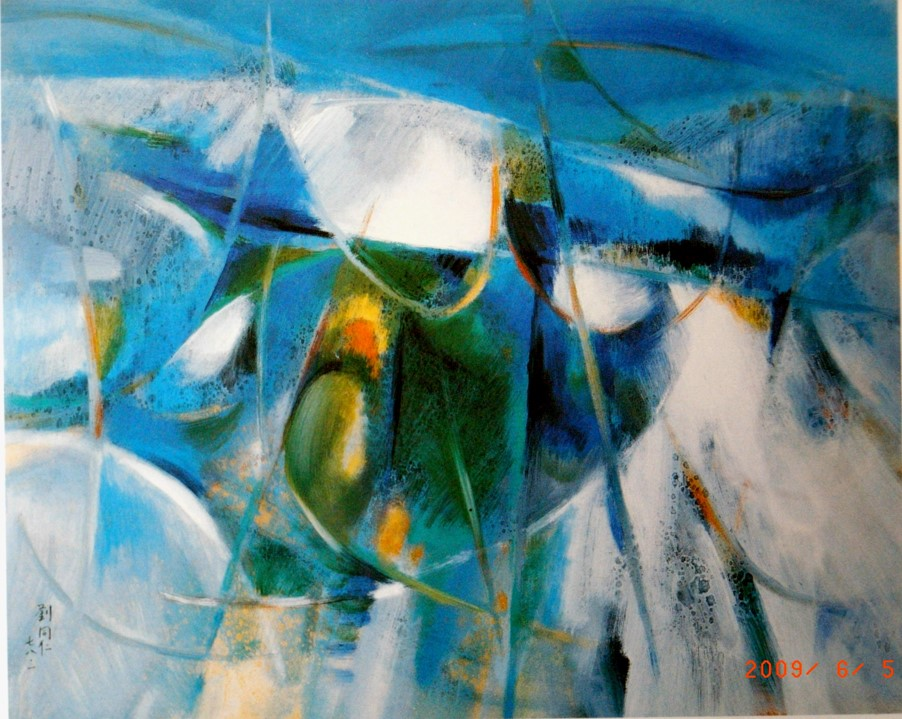
〈雪山勝賞〉，1989年
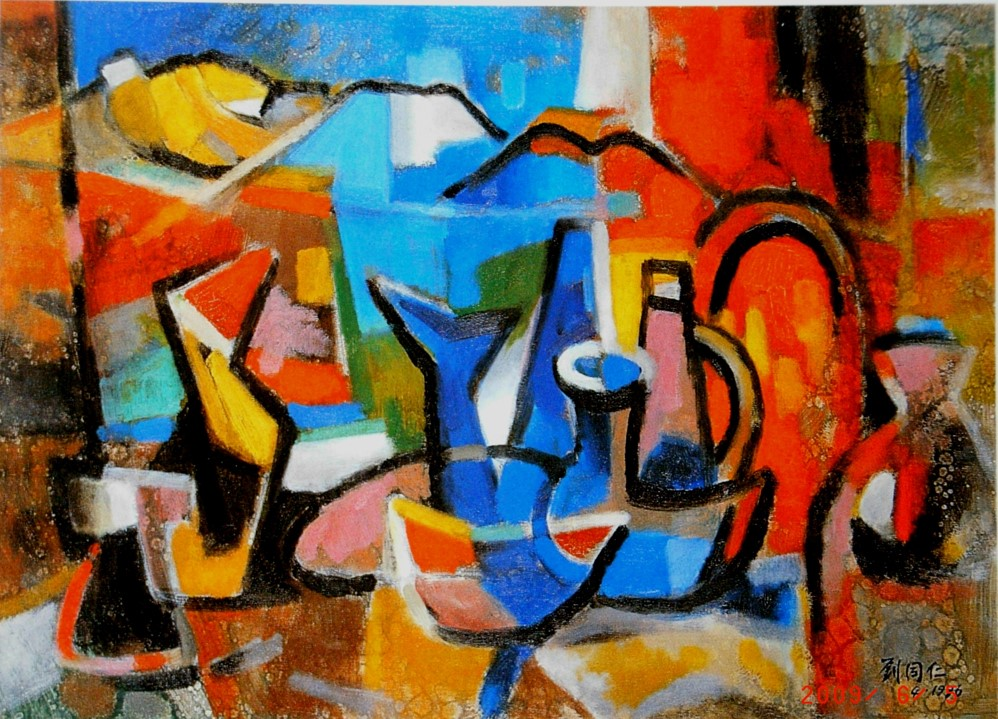
〈陶鄉〉，1996年
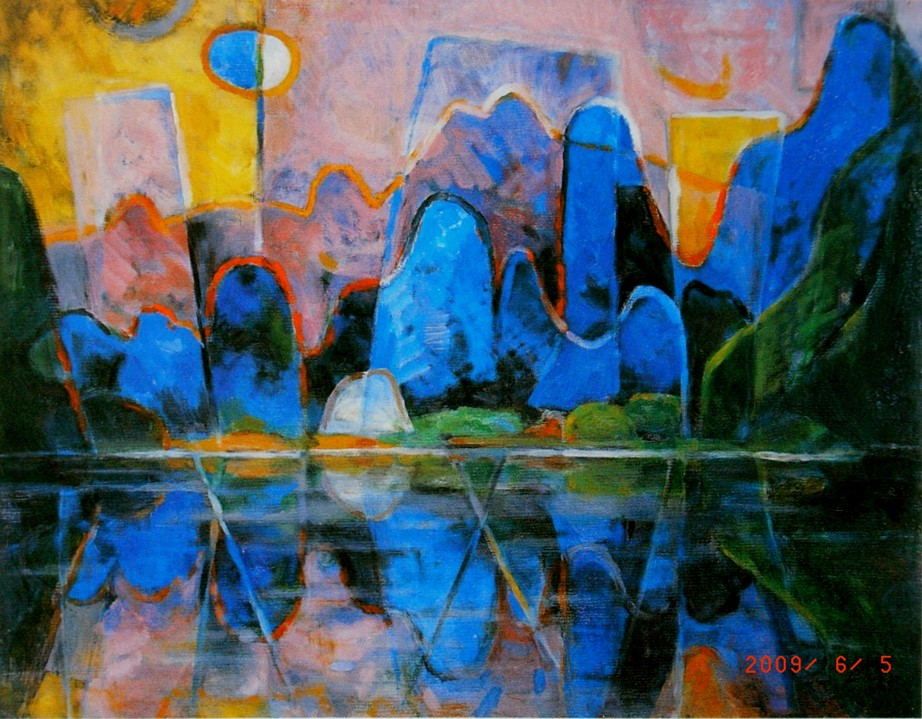
〈奇峰秀水〉，1997年
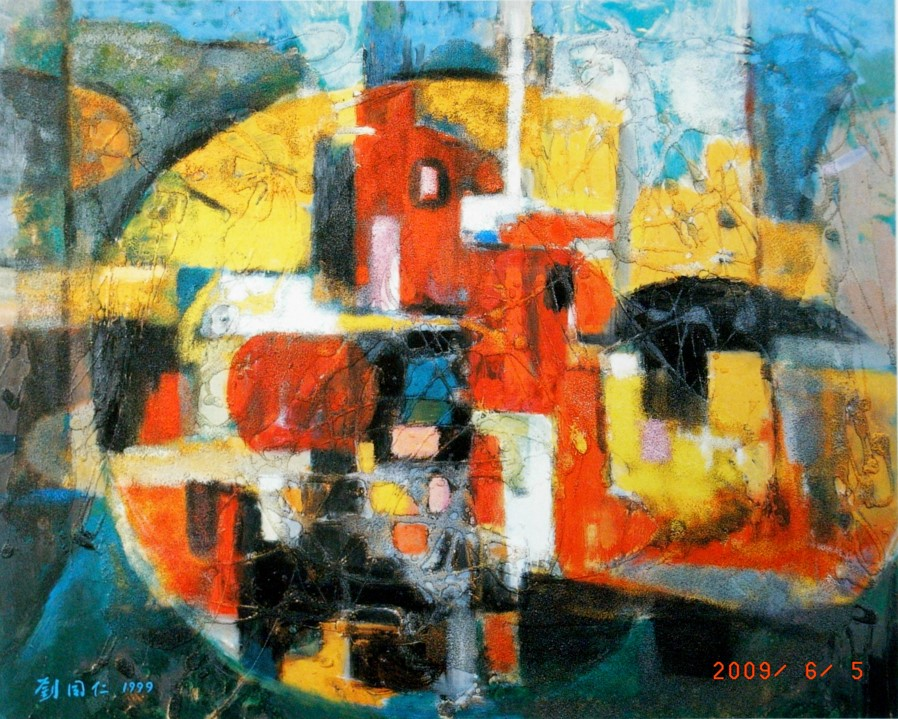
〈圓融〉，1999年
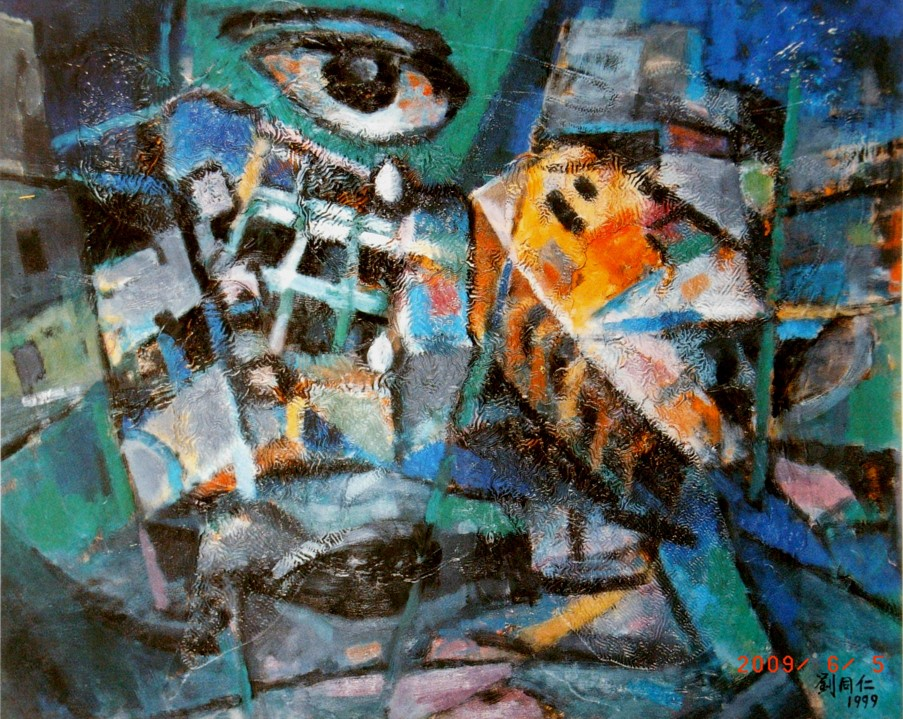
〈慟〉，1999年
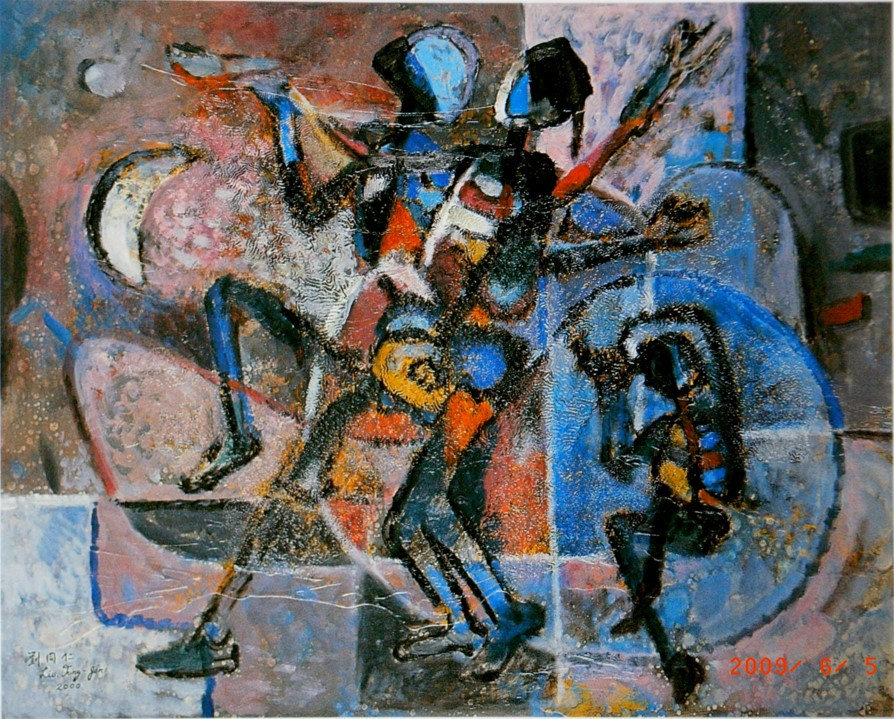
〈另類舞者〉，2000年

1. ↑  現代油畫先驅劉同仁告別式 鍾東錦頒褒揚狀